# Guerra de Dacke
A Guerra de Dacke (em Sueco: Dackefejden, lit. "Revolta de Dacke" em português ) foi uma revolta camponesa liderada pelo camponês da Småland Nils Dacke nas províncias suecas da Småland, Östergötland, Västergötland e Öland, em 1542-1543, contra o governo de Gustavo I. 

Dacke e seus seguidores estavam insatisfeitos com a pesada carga tributária, a introdução do luteranismo e o confisco de propriedades da Igreja (efetuado para pagar a Guerra de Libertação Sueca que levou Gustav Vasa ao poder). Em 1543, a revolta foi derrotada e Nils Dacke foi morto.

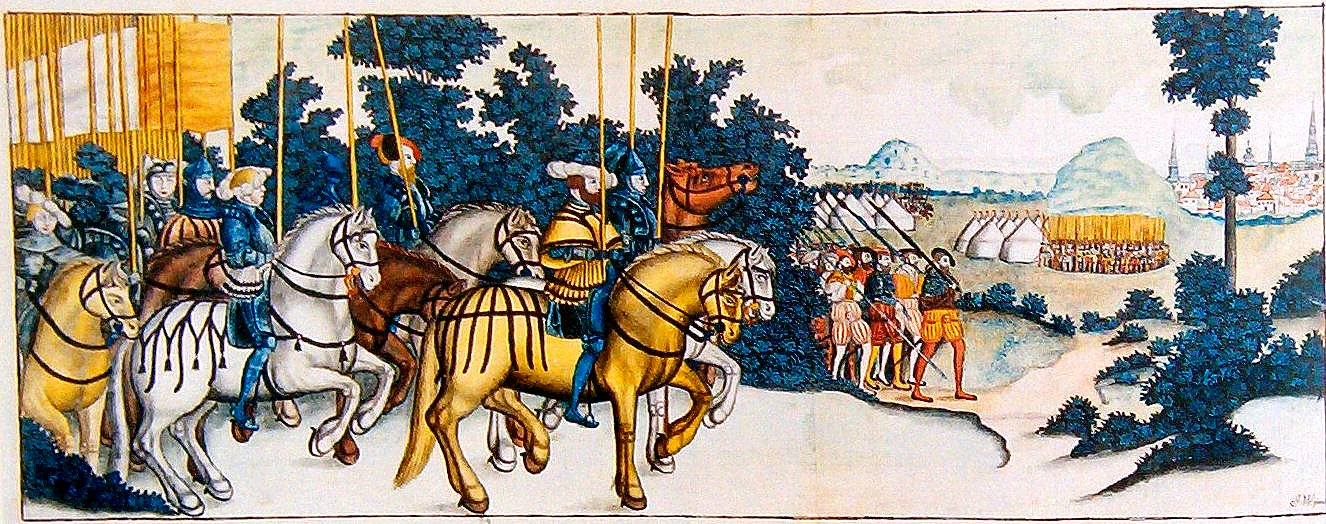
O exército de Gustavo Vasa a caminho de derrotar Nils Dacke.

## Pano de fundo
Nils Dacke e seus camponeses estavam insatisfeitos com as políticas do rei sueco Gustavo Vasa. Em seu esforço para modernizar a Suécia e ganhar mais poder, o rei havia instituído um sistema mais eficiente de cobrança de impostos. A pesada carga tributária irritou muitos camponeses.
Gustav Vasa também rompeu relações com Roma e promoveu o luteranismo em vez do catolicismo, a fim de confiscar as propriedades da igreja (incluindo a terra), efetuadas pelas leis da Redução de Gustavo I da Suécia. Em 1541, os homens do rei confiscaram muitos dos pertences das igrejas em Småland, como a prata da igreja e até os sinos da igreja, para financiar o exército. Dacke criticou a nova ordem da igreja e promoveu a antiga fé. Ele também foi apoiado por muitos padres locais.
A rebelião foi uma das muitas rebeliões durante o governo de Gustavo Vasa. Em contraste com outras rebeliões contemporâneas na Suécia, esta foi liderada por camponeses, e não apoiada pela nobreza local.

## Revolta
A revolta começou no verão de 1542, quando os oficiais de justiça do rei foram atacados e mortos quando vieram cobrar impostos. Gustavo Vasa respondeu enviando uma força militar liderada por seu próprio sogro  Gustav Olofsson Stenbock, o Jovem. Ele foi derrotado pelo crescente exército de camponeses de Dacke. Outras tentativas de derrotar Dacke militarmente também falharam. Dacke e seu exército chegaram ao norte, até Mjölby, às margens das planícies de Östergötland e desfrutaram de amplo apoio em torno de Sommen e Ydre.
O aristocrata local Måns Johansson Natt och Dag ficou do lado do rei, apesar de ter uma relação problemática com ele. Ele foi encarregado de um exército para reprimir a rebelião.
Em seguida, o governo sueco interrompeu todo o fornecimento de provisões e outras necessidades para a região. Isso enfraqueceu consideravelmente a rebelião. A difamação da propaganda sobre Dacke também foi disseminada pelo governo, rotulando-o de traidor e herege.
Em março de 1543, Gustav Vasa ordenou que seu exército de recrutas suecos e mercenários alemães do lansquenete atacassem Småland. Desta vez, forças maiores foram mobilizadas e as forças de Dacke foram atacadas de duas direções - de Östergötland e Västergötland. A revolta foi derrotada e Dacke ficou ferido, mas conseguiu fugir.

## Consequências
A vingança do rei contra os instigadores da rebelião foi dura. Os líderes que foram capturados foram executados juntamente com os padres que haviam apoiado Dacke. Os camponeses que haviam apoiado a rebelião foram deportados para a Finlândia, onde tiveram que servir no exército, e os condados onde a rebelião ocorreu tiveram que pagar uma grande multa ao rei.
O próprio Dacke foi capturado e morto em agosto de 1543, quando tentava escapar do país. Segundo a lenda, seu corpo foi levado para Kalmar, onde sua cabeça foi exibida publicamente usando uma coroa de cobre, como um aviso para os outros.
Os distúrbios em Ydre continuaram bem após a morte de Dacke e terminaram apenas depois que Gustav Vasa enviou uma força de 400 homens para pacificar os cem.
A rebelião foi a ameaça mais séria ao governo de Gustavo Vasa, mas depois de derrotá-lo, ele conseguiu consolidar seu poder, concentrando cada vez mais poder nas mãos do monarca.

## Idioma
No idioma sueco, a expressão "[algo] não aconteceu desde a Guerra Dacke" é usado para significar "[algo] não acontece há muito tempo". Essa expressão é especialmente comum nas partes do sul da Suécia, mas também é usada em outros lugares.